# Постников, Сергей Павлович
Сергей Павлович Постников (род. 9 января 1955) — историк, педагог. Доктор исторических наук, профессор. И.о. ректора Уральской государственной архитектурно-художественной академии (Уральского государственного архитектурно-художественного университета) в 2011—2019 гг.

## Биография
Родился 9 января 1955 года в посёлке Цементном Невьянского района Свердловской области.
Окончил исторический факультет (1977), аспирантуру (1982), докторантуру (1991) Уральского государственного университета (УрГУ).
С 1977 года — в Свердловском архитектурном институте (Уральский государственный архитектурно-художественный университет): ассистент кафедры истории КПСС и политэкономии, в 1982—1988 годах — старший преподаватель, доцент, с 1992 года — ведущий научный сотрудник, с 1998 года — заместитель директора Института истории и археологии Уральского отделения Российской академии наук, одновременно — профессор Уральской государственной архитектурно-художественной академии. В 2008—2010 годах — директор Екатеринбургского музея изобразительных искусств (по совместительству).
С 2011 по декабрь 2019 года занимал пост и.о. ректора Уральской государственной архитектурно-художественной академии (Уральского государственного архитектурно-художественного университета).
Научные исследования посвящены истории рабочего класса, культуры и образования Урала и России, истории уральских городов. Руководитель группы по подготовке «Уральской исторической энциклопедии», энциклопедии «Екатеринбург». Организатор научных конференций (с 1997 — «Татищевских чтений»).
В 1992—1997 годах — председатель совета Свердловского областного отделения Всероссийского общества охраны памятников истории и культуры, в 1997—2001 годах — исполнительный директор Екатеринбургского общества благотворительного фонда «Истории и археологии», с 2002 года — президент фонда.
Автор более трёхсот научных и учебно-методических публикаций, в том числе десяти монографий и учебных пособий.

### Признание
Лауреат екатеринбургской премии имени В. Н. Татищева и В. И. де Генина (1999, 2003). Отмечен почетными грамотами РАН и губернатора Свердловской области.